# Amphitruo (Plautus)
Amphitruo is een blijspel van de Latijnse dichter Titus Maccius Plautus.
Het stuk is genoemd naar een gelijknamige Thebaanse veldheer uit de sagenwereld. Wanneer deze een veldtocht gaat leiden, moet hij zijn vrouw Alcumena achterlaten. De god Jupiter begeeft zich in Amphitruo's gedaante naar de aarde om Heracles bij haar te verwekken. Zijn begeleider Mercurius heeft de gedaante aangenomen van Sosia, een huisknecht van Amphitruo. Als de ware Amphitruo en Sosia terugkeren, ontwikkelt zich een klucht van vergissingen.
Het stuk is onder meer nagevolgd door Molière in zijn Amphitryon (1668) en door John Dryden in Amphitryon; or The Two Sosias (1690).